# PlayStation TV
La PlayStation TV, conosciuta in Giappone come PlayStation Vita TV (プレイステーション・ヴィータティーヴィー?, Pureisutēshon Vīta Tīvī ), spesso abbreviata in PS TV o PS Vita TV, è una console, variante non-portatile della PlayStation Vita, annunciata il 9 settembre 2013 ad una presentazione di Sony Interactive Entertainment Japan.
È entrata in commercio in Giappone il 14 novembre 2013, mentre la versione occidentale è stata distribuita nell'autunno del 2014.
Il 28 febbraio 2016 Sony annuncia ufficialmente l'interruzione della distribuzione di PS Vita TV in Giappone e poche ore dopo anche per il mercato occidentale. L'apparecchio è già in attesa dell'esaurimento scorte, poiché Sony ha comunicato a GameStop di aver interrotto la distribuzione già a fine 2015.
Il dispositivo permette lo streaming video (Remote Play) da PS4 e permette di giocare sulla propria TV sia alcuni titoli per PlayStation Vita, sia tutti i giochi digitali creati originariamente per PlayStation Portable e PlayStation.

## Caratteristiche

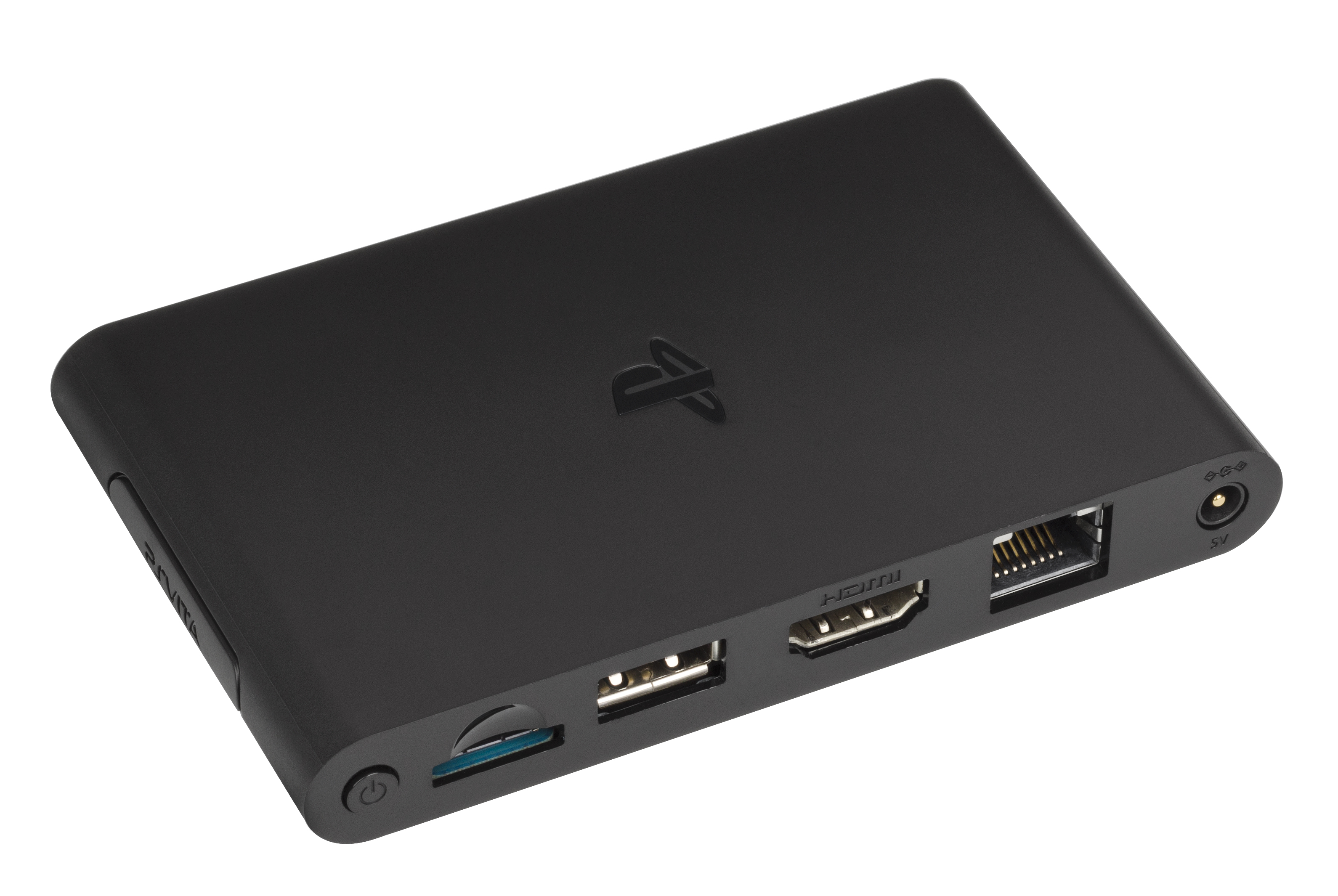
Le porte di connessione della PlayStation TV

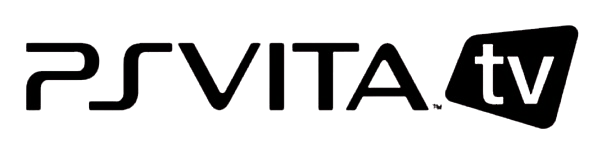
Il logo usato su territorio asiatico.

Invece di avere uno schermo integrato, la console si connette alla televisione tramite cavo HDMI. Gli utenti possono giocare usando un DualShock 3 (e successivamente DualShock 4 tramite una patch), tuttavia a causa di alcune differenze nelle funzioni tra il controller e l'originale console portatile, alcuni giochi non possono essere compatibili con la PS TV, come quelli che dipendono dal touch screen, dal touchpad posteriore, dal microfono o dalla telecamera. Il dispositivo risulta essere compatibile con oltre 100 giochi della PS Vita e vari altri titoli in versione digitale della PlayStation Portable, PlayStation e PC Engine.
Secondo Muneki Shimada, Direttore della Seconda Divisione dello Sviluppo Software, il modello originale PCH-1000 di PlayStation Vita include già un upscaler che supporta una risoluzione 1080i, ma è stato deciso di scartare l'idea di un output video per la console portatile in favore di un dispositivo apposito per la connessione al televisore. L'upscaler è stato rimosso dal modello PlayStation Vita 2000.
Il sistema supporta la riproduzione remota con la PlayStation 4, permettendo ai giocatori di riprodurre in streaming i giochi dalla PlayStation 4 ad una televisione separata, connessa alla PS Vita TV, oltre a consentire lo streaming di contenuti digitali da servizi come Hulu, oppure l'accesso al PlayStation Store.
Il dispositivo include le stesse caratteristiche software della PlayStation Vita, come il browser web e il client email.
La console misura 6 cm x 10 cm, circa la dimensione di una scatola di carte da gioco.

## Accoglienza
IGN dice che la console "potrebbe essere uno dei prodotti Sony più interessanti e potrebbe fornire un vantaggio fondamentale per la PS4." PC World invece, ha chiamato il dispositivo come un riconoscimento del fallimento di PS Vita, ritenendo che Sony abbia ceduto quello spazio al Nintendo 3DS.
Varie persone hanno paragonato il dispositivo a mediacenter come la Apple TV e Chromecast, oppure a console come Ouya.
La PlayStation TV ha venduto 42.172 unità durante la settimana di debutto in Giappone.